# Premio Nacional de Teatro de Venezuela
El Premio Nacional de Teatro de Venezuela es un galardón anual entregado a los escritores y dramaturgos que compongan piezas y obras de teatro destacadas en el ámbito cultural venezolano. Es uno de los Premios Nacionales de Cultura.
Su galardón se entrega continuamente desde 1970. Desde esa ocasión transcurrieron nueve años antes de que su otorgamiento se reanudara. La concesión del premio se hizo anualmente desde su primera edición hasta 2001, cuando tomó una frecuencia bienal. Una excepción a esta regla fue la del 2003, cuando se esperó tres años para conferir el siguiente premio, y luego retornar a su entrega bienal.

## Lista de galardonados
| Año       | Artista                    |
| --------- | -------------------------- |
| 1970      | Rodolfo Santana            |
| 1971-1978 | No se entregó              |
| 1979      | Isaac Chocrón              |
| 1980      | César Rengifo              |
| 1981      | Rafael Briceño             |
| 1982      | Carlos Salas               |
| 1983      | Ana Julia Rojas            |
| 1984      | Román Chalbaud             |
| 1985      | Horacio Peterson           |
| 1986      | Bertha Moncayo             |
| 1987      | Fernando Gómez Castillo    |
| 1988      | Eduardo Calcaño            |
| 1989      | José Ignacio Cabrujas      |
| 1990      | Carlos Giménez             |
| 1991      | América Alonso             |
| 1992      | Nicolás Curiel             |
| 1993      | Ugo Ulive                  |
| 1994      | Pilar Romero               |
| 1995      | Humberto Orsini            |
| 1996      | Romeo Costea               |
| 1997      | Esteban Herrera Nuñez      |
| 1998      | Natalia Silva              |
| 1999      | Gilberto Pinto             |
| 2000      | Eduardo Emilio Gil         |
| 2001      | Lily Álvarez Sierra        |
| 2003      | José Gabriel Núñez         |
| 2006      | Omar Gonzalo               |
| 2008      | Kiddio España              |
| 2010      | Aura Rivas                 |
| 2012      | Néstor Caballero           |
| 2015      | Carlos Márquez             |
| 2016-2018 | José León                  |
| 2019-2020 | Aníbal García Belardinelli |
| 2021-2022 | Sylvia Mendoza             |